# Lista de jogos de Star Wars
Esta é uma lista dos jogos de Star Wars. Existem muitos jogos, como hobby ou freewares, porém, os jogos legalizados para o comércio são aqueles publicados pela LucasArts ou com a licença da Lucasfilm.

## Jogos relacionados com os filmes

### Episode I: The Phantom Menace
- Star Wars: Episode I: The Phantom Menace (1999) (Ação-aventura) Windows, PlayStation
- Star Wars: Episode I: Jedi Power Battles (2000) (Ação) PlayStation, Sega Dreamcast, Game Boy Advance
- Star Wars: Battle for Naboo (2000) (Ação) Nintendo 64, Windows
- Star Wars Episode I: Obi-Wan's Adventures (2000) (Ação-aventura) Game Boy Color
- Star Wars: Obi-Wan (2001) (Ação-aventura) Xbox
- Star Wars Episode I: The Gungan Frontier(1999)(Ação-aventura) PC

### Episode II: Attack Of The Clones
| Título                                     | Ano  | Desenvolvedora | Plataformas      |
| ------------------------------------------ | ---- | -------------- | ---------------- |
| Star Wars Episode II: The New Droid Army   | 2002 | Helixe         | Game Boy Advance |
| Star Wars Episode II: Attack of the Clones | 2002 | THQ            | Game Boy Advance |

- Star Wars: Episode III: Revenge of the Sith (2005) (Ação) PlayStation 2, Xbox, Nintendo DS, Game Boy Advance
- Star Wars: Revenge of the Sith (2005) Jakks Pacific TV Game

- Star Wars Super GameKey (2006) Jakks Pacific GameKey Expansion Pack

### Episode IV: A New Hope
- Star Wars (1983) (Rail shooter) Arcade, Atari 2600, Colecovision Atari 5200, Família Atari de 8-bits, Amiga, Atari ST, Amstrad CPC, Acorn Electron, BBC Micro, ZX Spectrum, Apple II, Apple Macintosh, Commodore 64, DOS, Nintendo GameCube
- Star Wars (1987) (Plataforma) Famicom
- Star Wars (1988) (Plataforma) Nintendo Entertainment System, Sega Master System, Game Boy, Sega Game Gear
- Star Wars Arcade (1994) Arcade, Sega 32X

### Episode V: The Empire Strikes Back
- Star Wars: The Empire Strikes Back (1982) Atari 2600, Intellivision
- Star Wars: The Empire Strikes Back (1985) (Rail shooter) Arcade, Amstrad CPC, Amiga, Atari ST, Commodore 64, ZX Spectrum
- Star Wars: The Empire Strikes Back (1992) (Plataforma) NES, Game Boy

### Episode VI: Return Of The Jedi
- Star Wars: Return of the Jedi Ewok Adventure (não-lançado) Atari 2600
- Star Wars: Return of the Jedi Death Star Battle (1984) Atari 2600, Atari 5200, ZX Spectrum
- Star Wars: Return of the Jedi (1984) (Ação) Arcade, Amstrad CPC, Atari ST, Commodore 64, Commodore Amiga, DOS, ZX Spectrum

## Séries de Jogos

### Super Star Wars
| Título                                   | Ano  | Desenvolvedora                 | Plataformas                                 |
| ---------------------------------------- | ---- | ------------------------------ | ------------------------------------------- |
| Super Star Wars                          | 1992 | LucasArts, Sculptured Software | SNES, Wii , PlayStation 4, PlayStation Vita |
| Super Star Wars: The Empire Strikes Back | 1993 | LucasArts, Sculptured Software | SNES, Wii                                   |
| Super Star Wars: Return of the Jedi      | 1994 | LucasArts, Sculptured Software | SNES, Game Boy, Game Gear, Wii              |

### X-Wing
- X-Wing (1993) MS-DOS, Mac

- B-Wing (expansão) (1993)
- Imperial Pursuit (expansão) (1993)
- X-Wing: Collector's CD-ROM (1994)

- TIE Fighter (1994) Windows, Mac

- TIE Fighter: Defender of the Empire (expansão) (1994)
- TIE Fighter: Collector's CD-ROM (1995)

- Star Wars: X-Wing vs. TIE Fighter (1997) Windows

- Balance of Power (expansão) (1997)
- X-Wing Collector Series (1998)

- X-Wing Alliance (1999) Windows

### Rebel Assault
- Star Wars: Rebel Assault (1993) Windows, Mac, Sega CD, 3DO
- Star Wars: Rebel Assault II - The Hidden Empire (1995) Windows, PlayStation, Mac

### Dark Forces e Jedi Knight
- Star Wars: Dark Forces (1995) MS-DOS, Mac, PlayStation
- Star Wars Jedi Knight: Dark Forces II (1997) Windows

- Star Wars Jedi Knight: Mysteries of the Sith (expansão) (1998) Windows

- Star Wars Jedi Knight II: Jedi Outcast (2002) Windows, Mac, Xbox, Nintendo GameCube
- Star Wars Jedi Knight: Jedi Academy (2003) Windows, Mac, Xbox

### Rogue Squadron
| Título                                       | Ano  | Desenvolvedora | Plataformas |
| -------------------------------------------- | ---- | -------------- | ----------- |
| Star Wars: Rogue Squadron                    | 1998 | Factor 5       | Nintendo 64 |
| Star Wars: Rogue Squadron II - Rogue Leader  | 2001 | Factor 5       | GameCube    |
| Star Wars: Rogue Squadron III - Rebel Strike | 2003 | Factor 5       | GameCube    |

### Racer
- Star Wars: Episode I Racer (1999) Windows, Mac, Dreamcast, Nintendo 64, Game Boy Color.
- Star Wars: Racer Arcade (2000) Arcade
- Star Wars Racer Revenge (2002) PlayStation 2
- Star Wars Super Bombad Racer (2001) Playstation 2

### Galactic Battlegrounds
| Título                                             | Ano  | Desenvolvedora   | Plataformas  |
| -------------------------------------------------- | ---- | ---------------- | ------------ |
| Star Wars: Galactic Battlegrounds                  | 2001 | Ensemble Studios | Mac, Windows |
| Star Wars: Galactic Battlegrounds: Clone Campaigns | 2002 | Ensemble Studios | Mac, Windows |

### Starfighter
- Star Wars: Starfighter (2001) Windows, PlayStation 2

- Star Wars: Starfighter Special Edition (2001) Xbox

- Star Wars: Starfighter (2003) Arcade

- Star Wars: Jedi Starfighter (2002) Xbox, PlayStation 2

### Galaxies
- Star Wars Galaxies: An Empire Divided (2003) Windows

- Star Wars Galaxies: Jump to Lightspeed (2004) Windows

- Star Wars Galaxies: Episode III Rage of the Wookiees (2005) Windows
- Star Wars Galaxies: The Total Experience (2005) Windows
- Star Wars Galaxies: Trials of Obi-Wan (2005) Windows
- Star Wars Galaxies: Starter Kit (2005) Windows
- Star Wars Galaxies: The Complete Online Adventures (2006) Windows

### Knights Of The Old Republic
| Título                                                    | Ano  | Desenvolvedora         | Plataformas         |
| --------------------------------------------------------- | ---- | ---------------------- | ------------------- |
| Star Wars: Knights of the Old Republic                    | 2003 | BioWare                | Mac, Xbox e Windows |
| Star Wars: Knights of the Old Republic II: The Sith Lords | 2004 | Obsidian Entertainment | Xbox e Windows      |

### Battlefront (Legends)
- Star Wars: Battlefront (2004) Windows,PlayStation 2, Xbox, Mac
- Star Wars: Battlefront II (2005) Windows, PlayStation 2, Xbox, PlayStation Portable
- Star Wars Battlefront: Renegade Squadron (2007) PlayStation Portable
- Star Wars Battlefront: Elite Squadron (2009) Nintendo DS, PlayStation Portable

### Battlefront (Canônico)
- Star Wars: Battlefront (2015) Xbox One, Playstation 4, Microsoft Windows
- Star Wars:Battlefront II (2017) Xbox One, Playstation 4, Microsoft Windows

### Lego Star Wars
| Título                                  | Ano  | Desenvolvedora    | Plataformas |
| --------------------------------------- | ---- | ----------------- | --- |
| LEGO Star Wars: The Video Game          | 2005 | Traveller's Tales | Xbox, PlayStation 2, Microsoft Windows e Game Boy Advance                                                      |
| LEGO Star Wars II: The Original Trilogy | 2006 | Traveller's Tales | PlayStation 2, Xbox, Xbox 360, Gamecube, Windows                                                               |
| LEGO Star Wars: The Complete Saga       | 2007 | Traveller's Tales | PlayStation 3, Xbox 360, Windows, Wii, Android                                                                 |
| LEGO Star Wars III: The Clone Wars      | 2011 | Traveller's Tales | PlayStation 3, Xbox 360, Windows, Wii                                                                          |
| LEGO Star Wars: The Force Awakens       | 2016 | TT Fusion         | Android, iOS, Windows, Nintendo 3DS, PlayStation 3, PlayStation 4, PlayStation Vita, Wii U, Xbox 360, Xbox One |
| LEGO Star Wars: The Skywalker Saga      | 2022 | Traveller's Tales | Microsoft Windows, Nintendo Switch, PlayStation 4, PlayStation 5, Xbox One, e Xbox Series X/S                  |

### Empire At War
- Star Wars: Empire at War (2006) Windows, Mac OS X

- Star Wars: Empire at War: Forces of Corruption (expansão) (2006) Windows

- Star Wars: Empire at War: Gold Pack (game and expansion package) (2007) Windows

### The Old Republic
Abreviado como "SWTOR" pelos fãs ao redor do mundo,  o jogo é uma continuação dos temas, conceitos e enredos da série Knights of the Old Republic.
| Título                      | Ano  | Desenvolvedora | Plataforma |
| --------------------------- | ---- | -------------- | ---------- |
| Star Wars: The Old Republic | 2011 | BioWare        | Windows    |

### The Force Unleashed
- Star Wars: The Force Unleashed (2008) (Ação-aventura) Xbox 360, PlayStation 3, PlayStation 2, PlayStation Portable, Wii, Nintendo DS - ambientado entre os episódios III e IV
- Star Wars: The Force Unleashed Ultimate Sith Edition (2008) (Ação-aventura) Xbox 360, PlayStation 3 - PC - ambientado entre os episódios III e IV
- Star Wars: The Force Unleashed 2 (2010) (Ação-aventura) PC, Xbox 360, PlayStation 3, PlayStation 2, PlayStation Portable, Wii, Nintendo DS - ambientado entre os episódios III e IV

## Outros
- Star Wars: Jedi Arena (1983) Atari 2600 - ambientado durante a época dos episódios IV a VI
- Star Wars: Droids (1988) Amstrad CPC, ZX Spectrum - baseado na série Star Wars: Droids
- Star Wars Chess (1994) (programa de xadrez) DOS, Sega CD, Windows - ambientado durante a época dos episódios IV a VI
- Star Wars Screen Entertainment (1994) (Screensaver) Windows
- Star Wars: Shadows of the Empire (1996) (Third/First-person shooter) Nintendo 64, Windows - ambientado entre os episódios V e VI
- Monopoly - Star Wars Edition (1997) (Jogo de tabuleiro) Windows - ambientado durante a época dos episódios IV a VI
- Star Wars: Masters of Teräs Käsi (1997) (Luta) PlayStation - ambientado durante a época dos episódios IV a VI
- Star Wars: Yoda Stories (1997) (Aventura) Windows, Game Boy - ambientado entre os episódios V e VI
- Star Wars: Rebellion (1998) (Real-time strategy) Windows - ambientado durante a época dos episódios IV a VI
- Star Wars: Behind the Magic (1998) (Enciclopédia de multimedia) Windows, Macintosh
- Star Wars Trilogy Arcade (1998) (Rail shooter) Arcade - ambientado durante a época dos episódios IV a VI
- Star Wars: Demolition (2000) (Vehicular Combat) PlayStation, Dreamcast - ambientado durante a época dos episódios IV a VI
- Star Wars: Force Commander (2000) (Real-time strategy) Windows - ambientado durante a época dos episódios IV a VI
- Star Wars: Bounty Hunter (2002) (Ação) PlayStation 2, GameCube - ambientado entre os episódios I e II
- Star Wars: The Clone Wars (2002) (Ação) PlayStation 2, GameCube, Xbox - ambientado entre os episódios II e III
- Star Wars: Flight of the Falcon (2003) (Ação/Simulação) - ambientado durante a época dos episódios IV a VI
- Star Wars Trilogy: Apprentice of the Force (2004) Game Boy Advance - ambientado durante a época dos episódios IV a VI
- Star Wars: Republic Commando (2005) (First-person shooter) Windows, Xbox - ambientado entre os episódios II e III
- Star Wars: Lightsaber Battle Game (2005) Handheld TV game - ambientado durante toda a saga
- Star Wars: Lethal Alliance (2006) (Ação-aventura) PlayStation Portable, Nintendo DS - ambientado entre os episódios III e IV
- Star Wars: The Best of PC (2006) (Compilação) Windows
- Star Wars: Original Trilogy (2007) Jakks Pacific TV Game
- Star Wars: The Clone Wars - Lightsaber Duels (2008) Wii
- Star Wars: The Clone Wars - Jedi Alliance (2008) Nintendo DS
- Star Wars Jedi: Fallen Order (2019) Xbox One, PlayStation 4, Microsoft Windows

## Jogos de celulares
- Star Wars: Battlefront Mobile (2005)[2]
- Star Wars: Battle For The Republic (2005)[3]
- Star Wars: Grievous Getaway (2005)[4]
- Star Wars Imperial Ace 3D
- Star Wars: The Battle Above Coruscant (2005)[3]
- Star Wars Episode III: Revenge of the Sith (2005)[5]
- Star Wars: Republic Commando: Order 66 (2005)[6]
- Star Wars: Lightsaber Combat (2005)[7]
- Star Wars Trivia (2005)[8]
- Star Wars: Ask Yoda (2005)[9]
- Star Wars: Jedi Arena (2005)[10]
- Star Wars: Puzzle Blaster (2005)[11]
- Star Wars: Jedi Assassin (2005)[12]
- Angry Birds Star Wars (2012)
- Angry Birds Star Wars II (2013)
- Star Wars: Commander
- Star Wars: Galaxy of Heroes
- Star Wars: Force Arena

## Jogos de Flash do StarWars.com
- Carbon Connection
- Force Flight
- Garbage Masher
- Sharpshooter Clone Training (2008)
- Live Fire (2008)

## Lucas Learning
- Star Wars: Yoda's Challenge
- Star Wars: The Gungan Frontier
- Star Wars: Droid Works (1999) Windows, Mac
- Star Wars: Pit Droids
- Star Wars Math: Jabba's Game Galaxy
- Star Wars: JarJar's Journey Adventure Book
- Star Wars: Super Bombad Racing (2001) (Kart Racing) PlayStation 2 - ambientado entre os episódios I e II

## Crossover nos jogos fora da série Star Wars
| Título                                      | Ano  | Desenvolvedora             | Gênero          | Plataformas                                                                     |
| ------------------------------------------- | ---- | -------------------------- | --------------- | ------------------------------------------------------------------------------- |
| Night Shift                                 | 1990 | Lucasfilm Games            | Plataforma      | Amiga, Atari ST, Commodore 64, Mac, PC, Amstrad CPC, ZX Spectrum                |
| Tony Hawk's Pro Skater 3                    | 2001 | Activision                 | Esporte         | Xbox, PlayStation 2, Windows, GameCube                                          |
| Tony Hawk's Pro Skater 4                    | 2002 | Activision                 | Esporte         | Xbox, PlayStation 2, Windows, GameCube                                          |
| Secret Weapons Over Normandy                | 2003 | LucasArts                  | Simulador       | Xbox, PlayStation 2, PC                                                         |
| Mercenaries: Playground of Destruction      | 2005 | LucasArts                  | Ação e Aventura | PlayStation 2, Xbox                                                             |
| LEGO Indiana Jones: The Original Adventures | 2008 | LucasArts                  | Aventura        | Nintendo DS, PlayStation 2, Playstation 3, PSP, Wii, Xbox 360, Windows          |
| Soul Calibur IV                             | 2008 | Namco Bandai Games         | Luta            | PlayStation 3, Xbox 360                                                         |
| Disney Infinity 3.0                         | 2015 | Disney Interactive Studios | Sandbox         | Android, Apple TV, iOS, PlayStation 3, PlayStation 4, Wii U, Xbox 360, Xbox One |